# Ингријски рат
Ингријски рат (швед. Ingermanländska kriget) вођен је од 1610. до 1617. године између Руског царства са једне и Краљевине Шведске са друге стране. Рат је завршен победом Шведске и миром у Столбову.

## Историја
Шведски краљ Карло IX (1600—1611) покушао је искористити немире у Русији, познате као "Смутно време" да свога сина постави на руски престо. Године 1605. избио је Руско-пољски рат. Пољски краљ Жигмунд III покушавао је свога сина Владислава IV поставити на руски престо. Руси склапају савез са Шведском (1608) која шаље помоћне одреде на челу са Јакобом де ла Гардиом у помоћ руском цару Василију IV Шујском. Шведске снаге заузимају Карелију и Ингрију и целу обалу Финског залива. Тамо уводе сопствену администрацију. Пољска војска заузима Смоленск након двогодишње опсаде (1611) и улази у Москву. Са престола је збачен Василије IV који следеће године умире у пољском заробљеништву. Владислав IV Васа је од стране бољара изабран за цара. Јакоб де ла Гардија заузима целу Новгородску регију заједно са Новгородом. Карло IX је тражио од Русије да на свој престо постави његовог сина Карла Филипа. Швеђани 1611. године започињу освајање северозападне Русије, односно крајева дуж Баренцовог и Белог мора, полупстрва Кола, од Кема до Архангелска. Московски бољари, предвођени Димитријем Трубетским и Димитријем Пожарским, склапају договор са новгородским властима да инсталирају шведског принца на руски трон. Василиј Бутурлин преговара са шведским гувернером де ла Гардијом. Преговори су прекинути јер су Руси схватили да Швеђани желе окупирати Карелију и Ингрију. Новгородски бољари прихватили су Карла Филипа за будућег руског владара. У међувремену је Михаило I Романов изабран за цара (1613). Новгородски бољари изабрали су Карла Филипа за цара. Отопчели су дуготрајни преговори (1614—1617) током којих су повремено вођени сукоби. Нови шведски краљ Густав Адолф поражен је код Пскова 1615. године. Сам краљ рањен је у бици, а погинуо је командант новгородског гарнизона, фелдмаршал Еверт Хорн. Уз посредовање Енглеске, мир је склопљен у Столбову 1617. године. Руси су се одрекли Ингрије, али су задржали Новгород. Шведска је тако спречила излазак Русије на Балтичко море.